# Сентебов, Алексей Леонидович
Алексей Леонидович Сентебов (род. 28 июня 1965) — российский дипломат. Чрезвычайный и полномочный посол (2023).

## Биография
Окончил Московский государственный институт международных отношений (МГИМО) МИД СССР (1988). Владеет арабским, французским и английским языками. На дипломатической работе с 1990 года.
В 2004—2008 годах — консул, консул-советник Генерального консульства России в Страсбурге (Франция).
В 2009—2013 годах — старший советник, начальник отдела в Генеральном секретариате (Департаменте) МИД России.
В 2013—2017 годах — генеральный консул Российской Федерации в Хайфе (Израиль).
С 7 августа 2017 по 10 октября 2024 года — чрезвычайный и полномочный посол Российской Федерации в Демократической Республике Конго.

## Дипломатический ранг
- Чрезвычайный и полномочный посланник 2 класса (22 декабря 2015)[3].
- Чрезвычайный и полномочный посланник 1 класса (3 сентября 2018)[4].
- Чрезвычайный и полномочный посол (9 февраля 2023)[5].

## Награды
- Благодарность президента Российской Федерации (26 августа 2016) — За большой вклад в дело увековечения памяти погибших при защите Отечества[6].

## Семейное положение
Женат. Имеет двоих дочерей.